# علی‌اکبر کنی‌پور
علی اکبر کنی پور، شاعر و نویسنده معاصر متخلص به مستی است که در ۲۰ مرداد ۱۳۰۲ هجری شمسی در خانواده مذهبی و علمی در بازارآهنگران تهران به دنیا آمد.
وی فرزند میرزا ابوالفضل و مادرش ملوک و از طرف پدر نواده آیت‌الله حاج ملا علی کنی است .

## دوران کودکی
مستی هجده ماهه بود که پدرش بدرود حیات گفت هفت سالگی به مدرسه فرستاده شد و در دبستان مولوی واقع در کوچه آب انبار معیر محله امامزاده سید نصرالدین تهران با مرتضی حنانه و جواد لشکری همدرس شد و سه سال بعد در همان محله در دبستان ثریا با جلال آل احمد نویسنده معاصر هم درس بود و این دوستی تا سالیان سال ادامه داشت به صورتی که در سال ۱۳۴۲ همسفر مکه بودند.

## سالهای زندگی قبل از انقلاب
مستی در جوانی با پیری روشن ضمیر و دل آگاه بنام سید نجفی در نهاوند دیدار کرد که بعدها این پیر و مرشد به تهران آمد و در پشت مسجد شاه زاویه‌ای اختیار کرد و در تهران نیز دیدارهای مستمر این دو ادامه داشت. پس از مرگ سید در سال ۱۳۲۴ به مجلس درس محمدعلی ناصح راه جست و حدود چهل سال از محضر درس او سود برد.
در خلال این مدت هر ۱۵ روز یکبار از تهران به اصفهان می‌رفت و از مجلس درس مولانا صغیر اصفهانی بهره می‌برد و نیز از راهنمایی بدیع‌الزمان فروزانفر و جلال‌الدین همائی بهره‌ها یافت.

## سالهای زندگی بعد از انقلاب

علی‌اکبر کنی‌پور

برای ادای احترام و دیداری تازه با آقای کنی پور شاعر معاصر در بزرگداشت او مراسمی به دعوت هیئت مدیره انجمن حامیان مهر و دوستی (حمد) از طرف شورای عالی مرکب از انجمن امیر کبیر حافظان فرهنگ و هنر ایران انجمن دانشوران، انجمن سخنوران، انجمن شعرا، انجمن صائب، انجمن پارسیان در یکی از تالارها برگزار گردید.
در این مراسم، دکتر حسین احمدی دبیر انجمن در مقام علی اکبر کنی پور به تفصیل سخن گفت و آقای عبدالرفیع حقیقت محقق معاصر در باره آثار ارزنده این شاعر مطالبی به تفصیل بیان و نسبت به اشعار شعرا و سبک شعر شعرای معاصر اشارتی نمود و اضافه کرد سبکی که اکنون بیش از صد سال است در تهران رواج دارد و بسیاری از گویندگان به آن پرداخته‌اند سبک تهرانی است که به آن توجه داشت و از زمان فروغی بسطامی و معتمدالدوله نشاط مرسوم و متداول بوده و علی اکبر کنی پور نیز در این شیوه از پیشکسوتان می‌باشد.

## نمونهٔ شعر
نمونه یکی از سروده‌های او در زمان جنگ
| چون ما اسیر فتنه بیداد گر کجاست    |  | ظلم و فساد و کفر، از این بیشتر کجاست |
| شد روزگار مُلک، سیه تر زشام درد     |  | آن مِهِرِ روشنی که نُماید سَحرَ کجاست      |
| گفتی که دیو لاخ شد از بختِ بد وطن   |  | آنکو کُند برای رهائی خطر کجاست        |
| میخانه بسته و در تزویر گشته باز    |  | زین پرده‌های اهرمنی، پرده در کجاست    |
| در موج خیز غم، سر این رشته شد دراز |  | دریا دلی که قصّه کند مختصر کجاست      |
| زین تند باد حادثه، تا وارهیم ما    |  | آنکو ز گَرد راه رسد خوش خبر، کجاست    |
| وحشی سگان گرسنه، سر گرم غارتند     |  | دشمن ستیز، کوکبهٔ شیر نر کجاست        |
| دستی که واژگون کند این کاخ ظلم را  |  | آبی زند برآتش این شور وشر کجاست      |
| مشتی فرود مایه واوباش ودیو دین     |  | گردن فراز کرده، خدارا تبر کجاست      |

تهران ۸/۸/۵۹

## آثار
- غزال خورشید
- پیک مستی
- ارابه حکایت
- پنج گوهر
- برگریز
- چشمه سار

## ویرایش وچاپخش
- دیوان حافظ
- خیالی بخارایی
- میرداماد
- فردوس فرهانی
- دیوان سرمست
- بینش آق اولی
- والیه قاجار
- فخری قاجار